# 55e régiment d'infanterie territoriale
Le 55e régiment d'infanterie territoriale est un régiment d'infanterie dissout de l'armée de terre française qui a participé à la Première Guerre mondiale.

## Création et différentes dénominations
Le régiment reçoit son numéro par décret du 19 mars 1875, en prévision de la mobilisation.
Il est constitué à Bourg-en-Bresse à la mobilisation, sont contingent est, en très grande majorité, originaire du département de l'Ain, mais aussi de Lyonnais et de Parisiens.

## Chefs de corps
- 1914-1915 : lieutenant-colonel Gombault.
- 3 novembre 1915 : lieutenant-colonel Louis Ernest Viot.

## Historique des garnisons, combats et batailles du55eRIT

### Première Guerre mondiale

#### Affectations
- 1914 : 57e division de réserve.
- 1915 : 81e brigade puis 115e brigade.
- 1919 : démobilisation finale.

#### 1914
5 août 1914 : affecté à la défense du camp retranché de Belfort.
14 octobre 1914 : deux bataillons sur trois partent pour le secteur Seppois, Pfetterhouse et Hirtzbach.

#### 1915
2 juin 1915 : vallée de la Doller (Sentheim, Bourbach et Aspach-le-Haut) puis vallée de la Thur.
6 juin 1915 : les trois bataillons partent pour le secteur Hartmannswillerkopf; jusqu'au 14 janvier 1916.

#### 1916
Février à août 1916 : retour dans le secteur Hartmannswillerkopf.
Des soldats du 55e R.I.T sont mentionnés lors du torpillage du Gallia, le 4 octobre 1916. Les journaux des marches et des opérations ne mentionne pas ces faits mais des recherches attestent des évènements.

#### 1917
Août 1916 : le 3e bataillon est dans la région du Moyenmoutier. Les deux autres bataillons sont dans les tranchées du Langenfeldkopf, de la Lauch, du Felsenbach, du Kletterbach, du Nudenhut et du Grand Ballon.
Février 1917 : dissolution du 3e bataillon.

#### 1918
Mars 1918 : dissolution du régiment et constitution d'un bataillon de pionniers du 55e RIT dans la 129e division, 7e armée.

#### Effectifs et pertes
Au départ, le régiment est constitué de 43 officiers et 3014 sous-officiers et soldats.
A la démobilisation, ses pertes seront de 3 officiers et 259 hommes de troupes.

## Drapeau
Il porte, cousues en lettres d'or dans ses plis, les inscriptions suivantes :
- Alsace 1914-1917

## Sources et bibliographie
- Historique du 55e régiment d'infanterie territoriale : guerre 1914-1918, Paris, Fournier, 1920, 23 p., lire en ligne sur Gallica.